# Neadmete circumcincta
Neadmete circumcincta is een slakkensoort uit de familie van de Cancellariidae. De wetenschappelijke naam van de soort is voor het eerst geldig gepubliceerd in 1873 door Dall.